# Alsophila celebica
Alsophila celebica là một loài thực vật có mạch trong họ Cyatheaceae. Loài này được (Blume) Mett. mô tả khoa học đầu tiên năm 1863.